# Peter Stoica
Peter (Petre) Stoica (Râmnicu Vâlcea, Rumania, 1949) es un investigador y educador en el campo del procesamiento de señales y sus aplicaciones al radar/sonar, las comunicaciones y la biomedicina. Es profesor de Modelado de Señales y Sistemas en la Universidad de Uppsala en Suecia, y miembro de la Real Academia Sueca de Ciencias de la Ingeniería, la Academia Nacional de Ingeniería de Estados Unidos (miembro internacional), la Academia Rumana (miembro honorario), la Academia Europea de Ciencias, y la Real Sociedad de Ciencias de Uppsala. También es Fellow del IEEE, EURASIP, IETI, y la Real Sociedad de Estadística.
Es conocido por sus contribuciones teóricas a la identificación y modelado de sistemas, el análisis espectral, el procesamiento de señales de array, la codificación espacio-temporal y el diseño de formas de onda para la detección activa. Sus contribuciones prácticas incluyen las áreas de comunicaciones inalámbricas, imagen por microondas para la detección de cáncer de mama, sistemas de radar/sonar, mapeo de fuentes acústicas, detección de minas terrestres y explosivos, y espectroscopia e imagen por resonancia magnética. Sus libros sobre Identificación de Sistemas, Análisis Espectral y Codificación Espacio-Temporal para Comunicaciones Inalámbricas se han utilizado tanto en cursos de pregrado como de posgrado y son altamente citados (sus trabajos se encuentran en el 1% superior por citas en el campo de la ingeniería).
Ha sido incluido en la lista del ISI de los 250 investigadores más citados en ingeniería en el mundo.

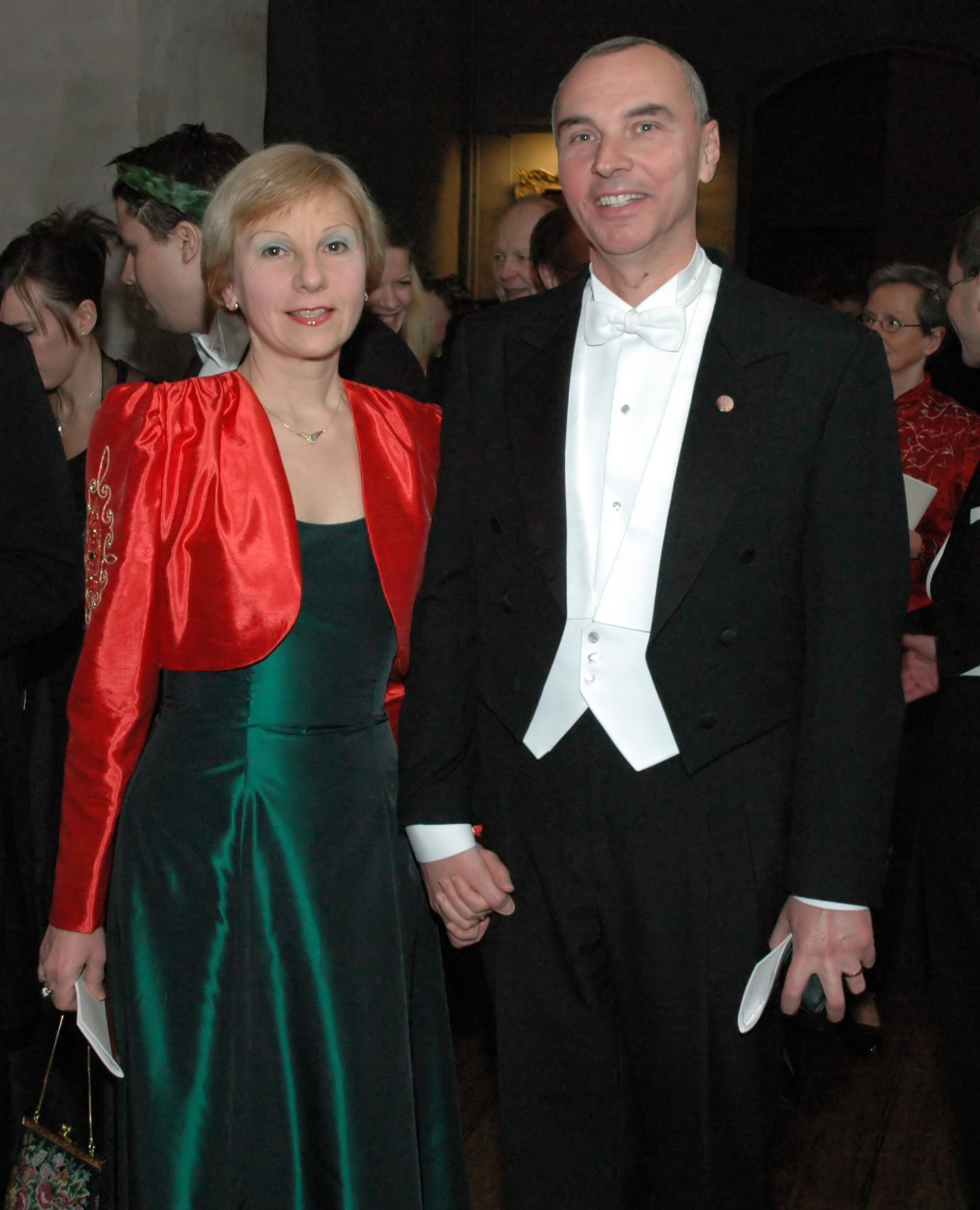
Anca-Juliana y Peter Stoica durante una ceremonia de premios en el Castillo de Upsala

## Premios seleccionados
- El IEEE ASSP Senior Award, 1989[13][14]
- Doctorado honorario de la Facultad de Ciencias y Matemáticas de la Universidad de Uppsala, Suecia, 1993[15]
- El Shannon-Nyquist Technical Achievement Award de la IEEE Signal Processing Society, 1996[13][16]
- El IEEE W.R.G. Baker Award, 2000
- El IEEE Third Millennium Medal, 2000
- El EURASIP Individual Technical Achievement Award, 2002[17]
- El Bjorkenska Prize, 2004[18]
- La IEE Achievement Medal, 2005[19]
- El Wiener Society Award de la IEEE Signal Processing Society, 2006[20]
- El Doctorado honorario de la Universidad Técnica de Bucarest, 2009
- La Medalla de Oro de la Fundación 'Politehnica' de Bucarest, 2010
- El Distinguished Achievement Award del IEEE Signal Processing Society, 2011[21]
- El EURASIP Athanasios Papoulis Award, 2012[22]
- El Premio de Excelencia en Investigación del Consejo Sueco de Investigación, 2013[23]
- El IEEE Signal Processing Society Technical Achievement Award, 2014[24]
- El Doctorado honorario de la Universidad de la Defensa Nacional de China, 2016
- El IEEE Signal Processing Society Society Award, 2016[20]
- El Premio del Consejo Sueco de Investigación por su destacada contribución a la ciencia, 2017
- El Premio Norbert Wiener de la IEEE Signal Processing Society, 2018[25]

## Publicaciones seleccionadas
(de un total de 800 artículos científicos y 30 libros y capítulos de libros)
1. T. Söderström y P. Stoica, System Identification. Prentice-Hall, Londres, Reino Unido, 1989 (Edición de Bolsillo 1994, Edición Polaca 1997, Edición China 2017).
2. P. Stoica y R. Moses, Introduction to Spectral Analysis. Prentice-Hall, Englewood Cliffs, EE.UU., 1997. disponible para descarga.
3. P. Stoica y A. Nehorai, Music, Maximum likelihood and the Cramér-Rao bound. IEEE Trans. Acoustics, Speech, Signal Processing, vol. ASSP-37, 720–741, 1989.[27]
4. E. Larsson y P. Stoica, Space-Time Block Coding For Wireless Communications. Cambridge University Press, Reino Unido, 2003 (Edición China, 2006).[28]
5. P. Stoica y R. Moses, Spectral Analysis of Signals. Prentice Hall, NJ, 2005 (Edición China, 2007). disponible para descarga.
6. H. Sampath, P. Stoica y A. Paulraj, Generalized linear precoder and decoder design for MIMO channels using the weighted MMSE criterion. IEEE Trans Comm, vol. 49, 2198–2206, 2001.[29]
7. A. Scaglione, P. Stoica, S. Barbarossa, G. Giannakis y H. Sampath. Optimal designs for space-time linear precoders and decoders. IEEE Trans Signal Processing, vol. 50, 1051–1064, 2002.[30]
8. J. Li, P. Stoica y Z. Wang, On robust Capon beamforming and diagonal loading. IEEE Trans Signal Process, vol. 51, 1702–1715, 2003.[31]
9. J. Li y P. Stoica, MIMO radar with colocated antennas: review of some recent work. IEEE Signal Processing Mag., 106–114, septiembre, 2007.[32]
10. P. Stoica y A. Nehorai, Performance study of conditional and unconditional direction of arrival estimation. IEEE Trans. Acoust., Speech, Signal Process., vol. ASSP-38, 1783–1795, octubre de 1990.[33]

Las citas de los artículos mencionados se pueden encontrar en: Google Scholar page.